# Mörlunda
Mörlunda är en tätort i Hultsfreds kommun i Kalmar län, kyrkby i Mörlunda socken.

## Historia
Invid Mörlunda kyrka finns kommunens enda runsten uppställd, den har i forntid stått i en järnåldersby strax norr om samhället. Runstenen har slagits sönder, men sammanfogade delar kan ändå delge följande runor. Här i modern svenska: "... lät resa denna sten efter Härulf, sin fader och Assur och Inger".

### Befolkningsutveckling
| Befolkningsutvecklingen i Mörlunda 1960–2020 | Befolkningsutvecklingen i Mörlunda 1960–2020 | Befolkningsutvecklingen i Mörlunda 1960–2020 | Befolkningsutvecklingen i Mörlunda 1960–2020 | Befolkningsutvecklingen i Mörlunda 1960–2020 |
| -------------------------------------------- | -------------------------------------------- | -------------------------------------------- | -------------------------------------------- | -------------------------------------------- |
|                                              |                                              |                                              |                                              |                                              |
| År                                           |                                              |                                              | Folkmängd                                    | Areal (ha)                                   |
| 1960                                         | 1960                                         |                                              | 931                                          |                                              |
| 1965                                         | 1965                                         |                                              | 1 053                                        |                                              |
| 1970                                         | 1970                                         |                                              | 1 209                                        |                                              |
| 1975                                         | 1975                                         |                                              | 1 226                                        |                                              |
| 1980                                         | 1980                                         |                                              | 1 242                                        |                                              |
| 1990                                         | 1990                                         |                                              | 1 160                                        | 210                                          |
| 1995                                         | 1995                                         |                                              | 1 142                                        | 220                                          |
| 2000                                         | 2000                                         |                                              | 994                                          | 220                                          |
| 2005                                         | 2005                                         |                                              | 956                                          | 220                                          |
| 2010                                         | 2010                                         |                                              | 838                                          | 219                                          |
| 2015                                         | 2015                                         |                                              | 857                                          | 237                                          |
| 2020                                         | 2020                                         |                                              | 828                                          | 235                                          |
|                                              |                                              |                                              |                                              |                                              |

## Sevärdheter
- Lillesjö idrottsplats och badplats
- Blåbärskullen; hembygdsgård.
- Mörlunda kyrka
- Tveta kyrka
- More kastell
- Tyska folkhemsmuseet